# Championnat d'Ukraine de football
Le championnat d'Ukraine de football, officiellement VBET UPL (en ukrainien : VBET УПЛ), pour des raisons de parrainage avec VBET, aussi appelé Premier-Liha (en ukrainien : Прем'єр-Ліга) depuis 2008 et Vychtcha Liha (en ukrainien : Вища ліга) entre 1992 et 2008, constitue la plus haute division du football ukrainien. Il est organisé par la Première Ligue ukrainienne (en ukrainien : Українська Прем'єр-ліга) et se compose de douze équipes dans le cadre de son édition 2019-2020, ce nombre de participants variant régulièrement entre douze et seize.
Sa première édition, s'étalant de mars à juin 1992, est la seule à suivre un calendrier sur une seule année, la compétition passant dès l'été 1992 à un format « automne-printemps » à cheval sur deux années, plus répandu dans les championnats d'Europe occidentale, qui démarre généralement en juillet pour se finir au mois de mai de l'année suivante avec une trêve hivernale de trois mois entre décembre et mars en raison des conditions climatiques.
L'actuel tenant du titre est le Dynamo Kiev, club le plus titré, qui remporte son dix-septième titre de champion à l'issue de la saison 2024-2025. Le Dynamo Kiev et le Chakhtar Donetsk monopolisent par ailleurs la quasi-totalité du palmarès de la compétition, le seul titre de champion leur échappant étant la première édition de 1992 remportée par le Tavria Simferopol.

## Histoire
Le championnat d'Ukraine de football est en début d'année 1992, peu après la chute de l'Union soviétique et la disparition de ses compétitions sportives, combinées à la prise d'indépendance des républiques la composant, incluant l'Ukraine. Sa première édition ne dure que trois mois, durant le premier semestre 1992, afin de mettre en place la structure pyramidale des clubs de la nouvelle fédération ukrainienne. Vingt clubs participent à celle-ci, incluant les six clubs ukrainiens de l'ancienne première division soviétique tandis que le reste est issu des divisions inférieures avec même l'inclusion d'une ancienne équipe amateur avec le Temp Chepetivka.
La compétition est alors divisée en deux groupes de dix équipes s'affrontant deux fois, les trois derniers de chaque groupe étant relégué en fin de saison, dans l'optique de ramener le nombre de participants à seize, tandis que les vainqueurs des deux groupes s'opposent lors d'un match unique afin de déterminer le champion national. Cette finale est remportée par le Tavria Simferopol, qui s'impose face au Dynamo Kiev pour remporter son seul et unique titre de champion d'Ukraine.
La seconde édition du championnat, qui débute à la mi-août 1992, voit le passage à un calendrier « automne-printemps » à cheval sur deux années, en accord avec le format habituel en Europe occidentale et en rupture avec l'ancienne organisation de la période soviétique qui privilégiait des saisons « printemps-automne » sur une seule année. La compétition s'organise à présent sous la forme d'une poule unique de seize équipes s'affrontant à deux reprises tandis que le premier au classement à l'issue de ces rencontres devient champion d'Ukraine. Cette édition voit cette fois le Dynamo Kiev s'imposer et voit le début d'une nette période de domination du club qui remporte pas moins de neuf titres consécutifs entre 1993 et 2001, tandis que le nombre de participants varie de 14 à 18 selon les saisons.
La fin des années 1990 et le début des années 2000 voit également la montée en puissance du Chakhtar Donetsk, qui se classe perpétuellement en deuxième position dès 1997 avant de finalement mettre un terme au monopole du Dynamo Kiev lors de l'exercice 2001-2002 en remportant son premier titre de champion. Les années qui suivent voient alors les deux équipes développer une véritable rivalité prenant le nom de Klasitchne (en ukrainien : Класичне, signifiant le Classique) et s'opposer de manière constante dans la course au titre, le Chakhtar se révélant plus dominateur sur cette période avec douze titres de champions remportés entre 2002 et 2019 contre seulement six pour le Dynamo.
Depuis le début des années 2010, le championnat rencontre plusieurs difficultés, avec notamment la disparition de plusieurs clubs compétitifs et parfois historiques mais également financièrement instables tels que le Metalist Kharkiv ou le FK Dnipro, une situation amplifiée depuis 2014 par la guerre du Donbass qui voit notamment le Chakhtar Donetsk être obligé de déménager à Kharkiv tandis que le nombre de participants, stabilisé à seize depuis 2002, descend à quatorze en 2014 puis à douze à partir de l'édition 2016-2017. 

## Palmarès

### Bilan par édition
| Saison    | Clubs | Champion              | Pts               | Vice-champion         | Pts               | Meilleur(s) buteur(s)                                                          |
| --------- | ----- | --------------------- | ----------------- | --------------------- | ----------------- | ------------------------------------------------------------------------------ |
| 1992      | 20    | Tavria Simferopol     | -                 | Dynamo Kiev           | -                 | Yuriy Hudymenko (Tavria Simferopol, 12 buts)                                   |
| 1992-1993 | 16    | Dynamo Kiev           | 44                | Dnipro Dnipropetrovsk | 44                | Serhiy Husyev (Tchornomorets Odessa, 17 buts)                                  |
| 1993-1994 | 18    | Dynamo Kiev (2)       | 56                | Chakhtar Donetsk      | 49                | Tymerlan Huseynov (Tchornomorets Odessa, 18 buts)                              |
| 1994-1995 | 18    | Dynamo Kiev (3)       | 83                | Tchornomorets Odessa  | 73                | Arsen Avakov (Torpedo Zaporijia, 21 buts)                                      |
| 1995-1996 | 18    | Dynamo Kiev (4)       | 79                | Tchornomorets Odessa  | 73                | Tymerlan Huseynov (Tchornomorets Odessa, 20 buts)                              |
| 1996-1997 | 16    | Dynamo Kiev (5)       | 73                | Chakhtar Donetsk      | 62                | Oleh Matveyev (Chakhtar Donetsk, 21 buts)                                      |
| 1997-1998 | 16    | Dynamo Kiev (6)       | 72                | Chakhtar Donetsk      | 67                | Serhiy Rebrov (Dynamo Kiev, 22 buts)                                           |
| 1998-1999 | 16    | Dynamo Kiev (7)       | 74                | Chakhtar Donetsk      | 65                | Andriy Chevtchenko (Dynamo Kiev, 18 buts)                                      |
| 1999-2000 | 16    | Dynamo Kiev (8)       | 84                | Chakhtar Donetsk      | 66                | Maksim Chatskikh (Dynamo Kiev, 20 buts)                                        |
| 2000-2001 | 14    | Dynamo Kiev (9)       | 64                | Chakhtar Donetsk      | 63                | Andriy Vorobey (Chakhtar Donetsk, 21 buts)                                     |
| 2001-2002 | 14    | Chakhtar Donetsk      | 66                | Dynamo Kiev           | 65                | Serhiy Shyshchenko (Metalurg Donetsk, 12 buts)                                 |
| 2002-2003 | 16    | Dynamo Kiev (10)      | 73                | Chakhtar Donetsk      | 70                | Maksim Chatskikh (Dynamo Kiev, 22 buts)                                        |
| 2003-2004 | 16    | Dynamo Kiev (11)      | 73                | Chakhtar Donetsk      | 70                | Georgi Demetradze (Metalurg Donetsk, 18 buts)                                  |
| 2004-2005 | 16    | Chakhtar Donetsk (2)  | 80                | Dynamo Kiev           | 73                | Oleksandr Kosyrin (Tchornomorets Odessa, 14 buts)                              |
| 2005-2006 | 16    | Chakhtar Donetsk (3)  | 75                | Dynamo Kiev           | 75                | Emmanuel Okoduwa (Arsenal Kiev, 15 buts) Brandão (Chakhtar Donetsk, 15 buts)   |
| 2006-2007 | 16    | Dynamo Kiev (12)      | 74                | Chakhtar Donetsk      | 63                | Oleksandr Hladkyy (FK Kharkiv, 13 buts)                                        |
| 2007-2008 | 16    | Chakhtar Donetsk (4)  | 74                | Dynamo Kiev           | 71                | Marko Dević (Metalist Kharkiv, 19 buts)                                        |
| 2008-2009 | 16    | Dynamo Kiev (13)      | 79                | Chakhtar Donetsk      | 64                | Oleksandr Kovpak (Tavria Simferopol, 17 buts)                                  |
| 2009-2010 | 16    | Chakhtar Donetsk (5)  | 77                | Dynamo Kiev           | 71                | Artem Milevskyy (Dynamo Kiev, 17 buts)                                         |
| 2010-2011 | 16    | Chakhtar Donetsk (6)  | 72                | Dynamo Kiev           | 65                | Yevhen Seleznyov (FK Dnipro, 17 buts)                                          |
| 2011-2012 | 16    | Chakhtar Donetsk (7)  | 79                | Dynamo Kiev           | 75                | Maicon (Volyn Lutsk, 14 buts) Yevhen Seleznyov (Chakhtar Donetsk, 14 buts)     |
| 2012-2013 | 16    | Chakhtar Donetsk (8)  | 79                | Metalist Kharkiv      | 66                | Henrikh Mkhitaryan (Chakhtar Donetsk, 25 buts)                                 |
| 2013-2014 | 15    | Chakhtar Donetsk (9)  | 65                | FK Dnipro             | 59                | Luiz Adriano (Chakhtar Donetsk, 20 buts)                                       |
| 2014-2015 | 14    | Dynamo Kiev (14)      | 66                | Chakhtar Donetsk      | 56                | Alex Teixeira (Chakhtar Donetsk, 17 buts) Eric Bicfalvi (Volyn Lutsk, 17 buts) |
| 2015-2016 | 14    | Dynamo Kiev (15)      | 70                | Chakhtar Donetsk      | 63                | Alex Teixeira (Chakhtar Donetsk, 22 buts)                                      |
| 2016-2017 | 12    | Chakhtar Donetsk (10) | 80                | Dynamo Kiev           | 67                | Andriy Yarmolenko (Dynamo Kiev, 15 buts)                                       |
| 2017-2018 | 12    | Chakhtar Donetsk (11) | 75                | Dynamo Kiev           | 73                | Facundo Ferreyra (Chakhtar Donetsk, 21 buts)                                   |
| 2018-2019 | 12    | Chakhtar Donetsk (12) | 83                | Dynamo Kiev           | 72                | Júnior Moraes (Chakhtar Donetsk, 19 buts)                                      |
| 2019-2020 | 12    | Chakhtar Donetsk (13) | 82                | Dynamo Kiev           | 59                | Júnior Moraes (Chakhtar Donetsk, 20 buts)                                      |
| 2020-2021 | 14    | Dynamo Kiev (16)      | 65                | Chakhtar Donetsk      | 54                | Vladyslav Kulach (en) (Vorskla Poltava, 15 buts)                               |
| 2021-2022 | 16    | Titre non décerné     | Titre non décerné | Titre non décerné     | Titre non décerné | Artem Dovbyk (SK Dnipro-1, 14 buts)                                            |
| 2022-2023 | 16    | Chakhtar Donetsk (14) | 72                | SK Dnipro-1           | 67                | Artem Dovbyk (SK Dnipro-1, 24 buts)                                            |
| 2023-2024 | 16    | Chakhtar Donetsk (15) | 71                | Dynamo Kiev           | 69                | Vladyslav Vanat (Dynamo Kiev, 14 buts)                                         |
| 2024-2025 | 16    | Dynamo Kiev (17)      | 70                | FK Oleksandria        | 67                | Vladyslav Vanat (Dynamo Kiev, 17 buts)                                         |

1. ↑  Le Tavria Simferopol bat le Dynamo Kiev 1-0 en finale du championnat.
2. ↑  Le Chakhtar Donetsk bat le Dynamo Kiev lors d'un match d'appui (2-1 après prolongation buts).
3. ↑  L'édition 2021-2022 du championnat est interrompue définitivement à la suite de l'invasion de l'Ukraine par la Russie en février 2022. De ce fait, le titre de champion n'est pas attribué.

### Bilan par club
| Club                 | Champion | Vice-champion | Édition(s) remportée(s)                                                                             |
| -------------------- | -------- | ------------- | --------------------------------------------------------------------------------------------------- |
| Dynamo Kiev          | 17       | 13            | 1993, 1994, 1995, 1996, 1997, 1998, 1999, 2000, 2001, 2003,2004, 2007, 2009, 2015, 2016, 2021, 2025 |
| Chakhtar Donetsk     | 15       | 13            | 2002, 2005, 2006, 2008, 2010, 2011, 2012, 2013, 2014, 2017, 2018, 2019, 2020, 2023, 2024            |
| Tavria Simferopol    | 1        | -             | 1992                                                                                                |
| FK Dnipro            | -        | 2             | |
| Tchornomorets Odessa | -        | 2             | |
| Metalist Kharkiv     | -        | 1             | |
| SK Dnipro-1          | -        | 1             | |
| FK Oleksandria       | -        | 1             | |

## Compétitions européennes

### Classement UEFA du championnat
Le tableau suivant récapitule le classement du championnat d'Ukraine au coefficient UEFA depuis 1993.
| 1993 | 1994 | 1995 | 1996 | 1997 | 1998 | 1999 | 2000 | 2001 | 2002 | 2003 | 2004 | 2005 | 2006 | 2007 | 2008 | 2009 |
| ---- | ---- | ---- | ---- | ---- | ---- | ---- | ---- | ---- | ---- | ---- | ---- | ---- | ---- | ---- | ---- | ---- |
| 28   | 24   | 24   | 19   | 22   | 17   | 15   | 12   | 13   | 13   | 14   | 14   | 15   | 13   | 11   | 12   | 7    |
| 2010 | 2011 | 2012 | 2013 | 2014 | 2015 | 2016 | 2017 | 2018 | 2019 | 2020 | 2021 | 2022 | 2023 | 2024 | 2025 |      |
| 7    | 7    | 8    | 9    | 7    | 9    | 8    | 8    | 8    | 8    | 9    | 9    | 12   | 12   | 14   | 18   | 23   |

Le tableau suivant affiche le coefficient actuel du championnat ukrainien.
| Rang | Pays     | 2020-2021 | 2021-2022 | 2022-2023 | 2023-2024 | 2024-2025 | Coefficient |
| ---- | -------- | --------- | --------- | --------- | --------- | --------- | ----------- |
| 21   | Croatie  | 5,900     | 6,000     | 3,375     | 5,875     | 5,875     | 27,025      |
| 22   | Serbie   | 5,500     | 9,500     | 5,375     | 1,400     | 3,725     | 25,500      |
| 23   | Ukraine  | 6,800     | 4,200     | 5,700     | 4,100     | 3,600     | 24,400      |
| 24   | Hongrie  | 4,250     | 2,750     | 5,875     | 4,500     | 6,625     | 24,000      |
| 25   | Roumanie | 3,750     | 2,250     | 6,250     | 3,250     | 7,750     | 23,250      |

### Coefficient des clubs
| Rang | Club             | 2020-2021 | 2021-2022 | 2022-2023 | 2023-2024 | 2024-2025 | Coefficient |
| ---- | ---------------- | --------- | --------- | --------- | --------- | --------- | ----------- |
| 41   | Chakhtar Donetsk | 14,000    | 6,000     | 11,000    | 10,000    | 11,000    | 52,000      |
| 77   | Dynamo Kiev      | 10,000    | 5,000     | 3,000     | 2,500     | 3,000     | 23,500      |
| 112  | Zorya Louhansk   | 4,000     | 5,000     | 2,000     | 5,000     | -         | 16,000      |
| 150  | SK Dnipro-1      | -         | -         | 8,000     | 2,500     | 0,000     | 10,500      |

## Identité visuelle

Ancien logo.
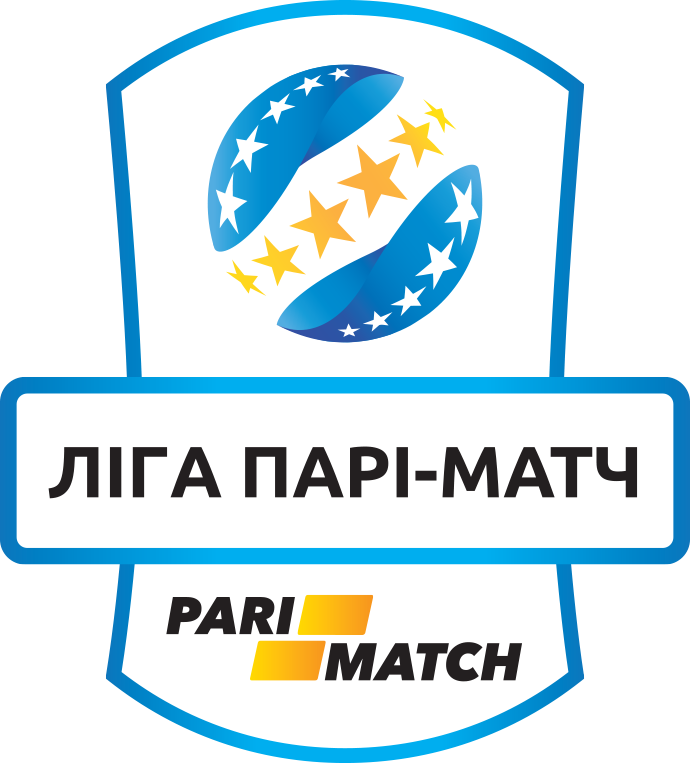
Logo de la saison 2016-2017.
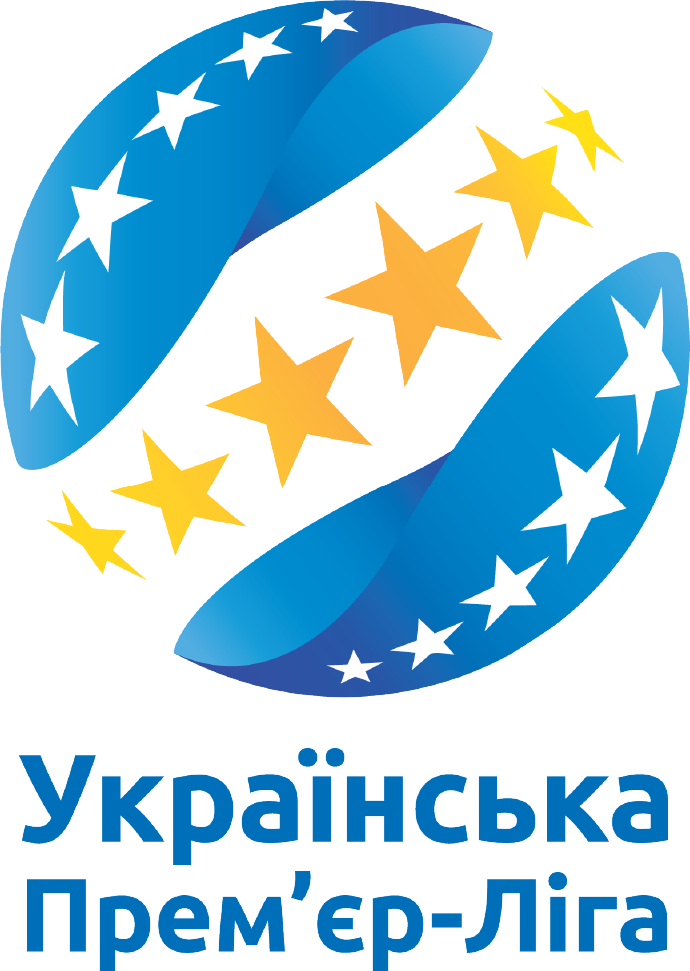
Logo de la saison 2017-2018 à 2018-2019.
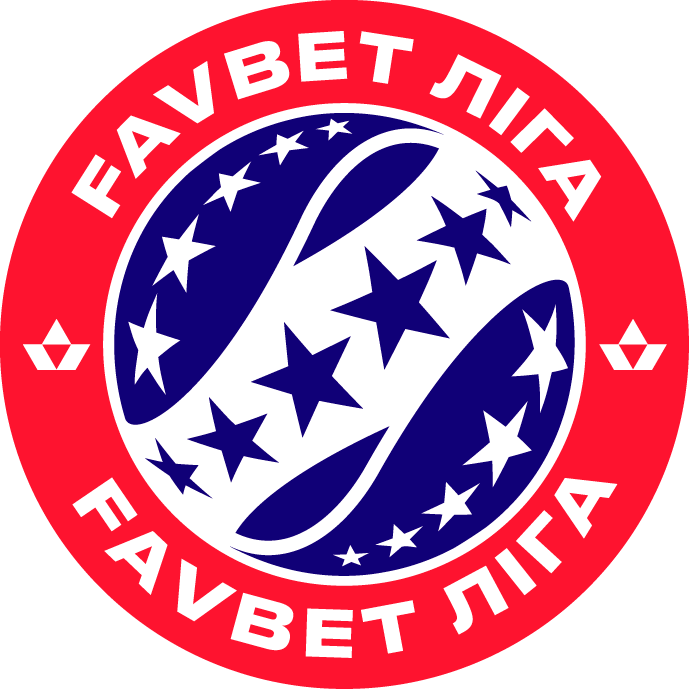
Logo de la saison 2019-2020 et 2020-2021.
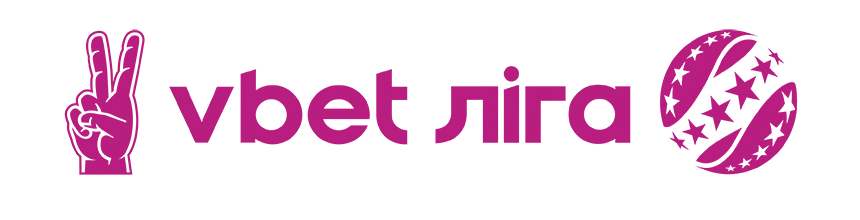
Logo depuis la saison 2021-2022.
(Version verticale).